# Sviatoslav Mykhaïliouk
Sviatoslav « Svi » Youriyovytch Mykhaïliouk (en ukrainien : Святосла́в Михайлю́к), né le 10 juin 1997 à Tcherkassy en Ukraine, est un joueur ukrainien de basket-ball. Il mesure 1,99 m, et évolue aux postes d'arrière et ailier.

## Biographie

### Jeunesse
En janvier 2015, Mykhaïliouk termine 10e au titre du meilleur jeune joueur européen de l'année 2014.
À l'été 2017, il fait partie de la sélection ukrainienne au championnat d'Europe des 20 ans et moins. L'Ukraine est éliminée dès les huitièmes de finale et termine à la 10e place, mais Mykhaylyuk termine meilleur marqueur de la compétition avec 20,4 points de moyenne.

### Carrière professionnelle

#### Lakers de Los Angeles (2018-2019)
Après avoir été drafté, le 22 juin 2018, en 47e position par les Lakers de Los Angeles, il signe un contrat de trois ans avec la même franchise le 10 juillet 2018.

#### Pistons de Détroit (2019-2021)
Le 6 février 2019, il est envoyé aux Pistons de Detroit en échange de Reggie Bullock.

#### Thunder d'Oklahoma City (2021)
Le 12 mars 2021, il est envoyé au Thunder d'Oklahoma City en échange d'Hamidou Diallo.

#### Raptors de Toronto (2021-2022)
À l'intersaison, le Thunder ne conserve pas Mykhaïliouk dans l'effectif. En août 2021, il signe pour deux saisons en faveur des Raptors de Toronto. Les Raptors se séparent de Mykhaïliouk en août 2022.

#### Knicks de New York (2022-2023)
Après l'EuroBasket 2022, il signe un contrat partiellement garanti d'un an avec les Knicks de New York. 

#### Hornets de Charlotte (2023)
La veille de la fermeture du marché des transferts, Sviatoslav Mykhaïliouk est transféré vers les Trail Blazers de Portland avec Cam Reddish, Ryan Arcidiacono et un futur premier tour de draft protégé contre Josh Hart. Dans la foulée, il est envoyé aux Hornets de Charlotte dans le cadre d'un échange à trois équipes avec les Trail Blazers de Portland et 76ers de Philadelphie.

#### Celtics de Boston (2023-2024)
Fin août 2023, il s'engage pour une saison avec les Celtics de Boston.

## Palmarès
- Second-team All-Big 12 (2018)
- Nike Hoop Summit (2014)
- Champion NBA en 2024 avec les Celtics de Boston.

## Statistiques

### Universitaires
Les statistiques de Sviatoslav Mykhaïliouk en matchs universitaires sont les suivantes :
| Saison    | Équipe | Matchs | Titul. | Min./m | % Tir | % 3pts | % LF | Rbds/m. | Pass/m. | Int/m. | Ctr/m. | Pts/m. |
| --------- | ------ | ------ | ------ | ------ | ----- | ------ | ---- | ------- | ------- | ------ | ------ | ------ |
| 2014-2015 | Kansas | 26     | 6      | 11,2   | 30,6  | 28,8   | 83,3 | 1,19    | 0,65    | 0,31   | 0,04   | 2,77   |
| 2015-2016 | Kansas | 35     | 0      | 12,8   | 45,0  | 40,2   | 68,0 | 1,34    | 0,91    | 0,34   | 0,14   | 5,37   |
| 2016-2017 | Kansas | 36     | 25     | 27,3   | 44,3  | 39,8   | 70,2 | 3,03    | 1,28    | 0,86   | 0,25   | 9,75   |
| 2017-2018 | Kansas | 39     | 39     | 34,5   | 43,4  | 44,4   | 80,4 | 3,92    | 2,74    | 1,18   | 0,31   | 14,62  |
| Total     | Total  | 136    | 70     | 22,6   | 42,8  | 40,9   | 74,6 | 2,50    | 1,49    | 0,71   | 0,20   | 8,68   |

### Professionnelles
gras = ses meilleures performances

#### Saison régulière
| Saison    | Équipe        | Matchs | Titul. | Min./m | % Tir | % 3pts | % LF | Rbds/m. | Pass/m. | Int/m. | Ctr/m. | Pts/m. |
| --------- | ------------- | ------ | ------ | ------ | ----- | ------ | ---- | ------- | ------- | ------ | ------ | ------ |
| 2018-2019 | L.A. Lakers   | 39     | 0      | 10,8   | 33,3  | 31,8   | 60,0 | 0,87    | 0,85    | 0,33   | 0,03   | 3,26   |
| 2018-2019 | Détroit       | 3      | 0      | 6,6    | 25,0  | 50,0   | 0,0  | 0,67    | 1,33    | 0,33   | 0,00   | 2,00   |
| 2019-2020 | Détroit       | 56     | 27     | 22,6   | 41,0  | 40,4   | 81,4 | 1,86    | 1,89    | 0,73   | 0,07   | 9,00   |
| 2020-2021 | Détroit       | 36     | 5      | 17,6   | 37,7  | 33,3   | 80,0 | 2,06    | 1,58    | 0,75   | 0,17   | 6,92   |
| 2020-2021 | Oklahoma City | 30     | 9      | 23,0   | 43,8  | 33,6   | 70,0 | 2,97    | 1,77    | 0,80   | 0,20   | 10,33  |
| 2021-2022 | Toronto       | 56     | 5      | 12,8   | 38,9  | 30,6   | 86,5 | 1,64    | 0,80    | 0,46   | 0,07   | 4,55   |
| Total     | Total         | 220    | 46     | 17,0   | 39,8  | 35,3   | 78,5 | 1,80    | 1,35    | 0,60   | 0,10   | 6,60   |

Mise à jour le 23 mai 2022

#### Playoffs
| Saison | Équipe  | Matchs | Titul. | Min./m | % Tir | % 3pts | % LF  | Rbds/m. | Pass/m. | Int/m. | Ctr/m. | Pts/m. |
| ------ | ------- | ------ | ------ | ------ | ----- | ------ | ----- | ------- | ------- | ------ | ------ | ------ |
| 2022   | Toronto | 3      | 0      | 1,6    | 0,0   | 0,0    | 100,0 | 0,33    | 0,00    | 0,00   | 0,00   | 0,33   |
| Total  | Total   | 3      | 0      | 1,6    | 0,0   | 0,0    | 100,0 | 0,33    | 0,00    | 0,00   | 0,00   | 0,33   |

Mise à jour le 23 mai 2022

## Records sur une rencontre en NBA
Les records personnels de Sviatoslav Mykhaïliouk en NBA sont les suivants, :
| Type de statistique        | Saison régulière | Saison régulière        | Saison régulière | Playoffs | Playoffs                | Playoffs      |
| Type de statistique        | Record           | Adversaire              | Date             | Record   | Adversaire              | Date          |
| -------------------------- | ---------------- | ----------------------- | ---------------- | -------- | ----------------------- | ------------- |
| Points                     | 26               | Raptors de Toronto      | 2 avril 2023     | 1        | @ 76ers de Philadelphie | 25 avril 2022 |
| Paniers marqués            | 10               | Raptors de Toronto      | 2 avril 2023     | -        | -                       | -             |
| Paniers tentés             | 17               | Raptors de Toronto      | 2 avril 2023     | 1        | 2 fois                  | 2 fois        |
| Paniers à 3 points réussis | 5                | 5 fois                  | 5 fois           | -        | -                       | -             |
| Paniers à 3 points tentés  | 14               | Rockets de Houston      | 7 avril 2023     | 1        | 2 fois                  | 2 fois        |
| Lancers francs réussis     | 6                | 2 fois                  | 2 fois           | 1        | @ 76ers de Philadelphie | 25 avril 2022 |
| Lancers francs tentés      | 8                | Nuggets de Denver       | 2 février 2020   | 1        | @ 76ers de Philadelphie | 25 avril 2022 |
| Rebonds offensifs          | 3                | @ 76ers de Philadelphie | 11 novembre 2021 | -        | -                       | -             |
| Rebonds défensifs          | 8                | Raptors de Toronto      | 31 mars 2021     | 1        | @ 76ers de Philadelphie | 25 avril 2022 |
| Rebonds totaux             | 9                | 2 fois                  | 2 fois           | 1        | @ 76ers de Philadelphie | 25 avril 2022 |
| Passes décisives           | 8                | 2 fois                  | 2 fois           | -        | -                       | -             |
| Interceptions              | 4                | Pistons de Détroit      | 5 avril 2021     | -        | -                       | -             |
| Contres                    | 2                | 4 fois                  | 4 fois           | -        | -                       | -             |
| Balles perdues             | 5                | 4 fois                  | 4 fois           | -        | -                       | -             |
| Minutes jouées             | 39               | @ Kings de Sacramento   | 1er mars 2020    | 2        | 76ers de Philadelphie   | 28 avril 2022 |

- Double-double : 0
- Triple-double : 0

Dernière mise à jour : 24 novembre 2023